# Fred Norman
Fred Norman (Leesburg (Florida), 5 oktober 1910 - New York, 19 februari 1993) was een Amerikaanse jazztrombonist, -arrangeur en componist.

## Biografie
Norman werkte vanaf 1932 als trombonist en arrangeur bij Claude Hopkins, hij was de vervanger van Henry Wells. Vanaf 1938 was hij arrangeur voor Gene Krupa and His Orchestra, daarna ook voor Lionel Hampton, Teddy Powell, Jack Teagarden, Glenn Miller ("Boulder Buff“), Artie Shaw, Chico Marx Orchestra, Cozy Cole, Tommy Dorsey en Charlie Spivak. Het Benny Goodman Orchestra nam in 1938 zijn compositie "Smoke House Rhythm“ op. Na het eind van het swingtijdperk leidde hij het Jump Town Orchestra (Big Band Jazz, 1950, o.a. met Taft Jordan, Dick Vance, Benny Morton, Hymie Schertzer, Buddy Tate, Cedric Wallace) en was hij als muzikaal leider voor verschillende platenlabels actief. Hij arrangeerde in 1955 opnieuw voor Gene Krupa (Drummer Man, 1955) en deed dat ook voor Millie Bosman, Sil Austin en Eddie Heywood. In 1959/1960 begeleidde hij Sarah Vaughan en Dinah Washington met een studio-orkest bij opnamen voor Mercury Records. In die tijd nam hij onder eigen naam meerdere singles op, zoals "Feeling Sentimental/Jump Town“ (1953). Vanaf 1964 arrangeerde hij voor Jimmy McGriff en Johnny Hartman. In de jazz was hij tussen 1933 en 1990 betrokken bij 154 opnamesessies.